# Опалянкі
Опалянкі (пол. Opalanki) — село в Польщі, у гміні Озоркув Зґерського повіту Лодзинського воєводства.